# Vincent-Yves Boutin
Pour les articles homonymes, voir Boutin.
Vincent-Yves Boutin (né le 1er janvier 1772 au Loroux-Bottereau près de Nantes et mort en août 1815 en Syrie) est officier, ingénieur, colonel français du génie de la Grande Armée durant le Premier Empire. Parfois surnommé « l'espion de Napoléon », il conduit plusieurs missions secrètes, dont une en 1808 en Afrique du Nord, à la régence d'Alger qui servit de plan d'invasion lors de la conquête de l'Algérie par la France en mai 1830, après sa mort. Sa supposée liaison avec Lady Esther Stanhope, britannique, pourrait expliquer qu'elle ait mandé une expédition punitive contre les coupables lorsque Boutin est tué dans la Montagne des Alaouites en Syrie en 1815.

## Biographie

### Famille et jeunesse
Issu d'une famille provinciale d'artisans, Vincent-Yves Boutin est le quatrième enfant d'Yves Boutin, taillandier à Loroux-Bottereau, et de Perrine Guillet. Son grand-père Vincent Boutin (+1744) était maréchal forgeron dans la même paroisse. 
Vincent-Yves est successivement élève au Loroux-Bottereau chez Julien Prodhomme, futur lieutenant de Charette, puis entre en mai 1780 au collège de l'Oratoire à Nantes où il est repéré par Joseph Fouché. Il s'y lie d'amitié avec Pierre Foucher, futur père d'Adèle Foucher et donc beau-père de Victor Hugo. 
Son frère aîné Joseph Boutin est boulanger, marié avec Jeanne Peigne en 1789. Sa sœur Perrine a également fondé une famille avec Jean Lefeuvre, en 1781 ; son frère Pierre s'engage dans l'armée et son dernier frère s'embarque dans la marine de guerre. 
En 1791 il est reçu « Maître ès arts. » Il se rend alors avec Pierre Foucher à Paris pour préparer l'examen d'entrée à l'École du Génie de Mézières (p. 20-21). Il intègre cette école en octobre 1793 laquelle est déplacée à Metz en février 1794 afin de mieux correspondre à l'esprit républicain attendu de futurs officiers. 
Sa famille adopte les idées révolutionnaires ; son père, maire du Loroux-Bottereau, est assassiné le 5 mars 1794 avec l'un de ses fils, Yves, frère de Vincent-Yves Boutin, par le parti royaliste.
La scolarité est écourtée pour cause de guerre et Boutin reçoit son épaulette de lieutenant du Génie en quittant l'école fin septembre 1794 (p. 21-26).

### Carrière dans la Grande Armée
En octobre 1794, Boutin participe à l'organisation du siège de Maastricht où il reçoit sa première blessure au genou gauche. Il est en garnison au Quesnoy jusqu'en 1797 date à laquelle il bénéficie d'une mutation à Nantes pour régler les difficiles affaires familiales à la suite du décès de deux de ses frères, militaire et marin, puis de sa mère (p. 28-30). En 1798, il rejoint l'armée de Mayence et sert sous les ordres de Jourdan ; il manque de peu d'être capturé par les Autrichiens lors d'une reconnaissance à la rivière d'Ach, puis est sous les ordres de Masséna et de Ney auprès desquels sa manière de servir est constamment louée (p. 31-33).
À partir de mars 1800, Boutin sert pour la première fois Napoléon Bonaparte. Chef de l'état-major du Génie de Lecourbe sur l'aile droite de Moreau en Suisse, il se distingue, entre autres, en établissant un pont sur le Rhin à Reichlingen sous le feu ennemi. Puis, placé sous les ordres de Moncey au Corps d'Helvétie, il reconnait les routes du Col du Saint-Gothard et du Col du Simplon et participe à l'entrée dans Milan où il prépare le blocus du château. Dans cette campagne qui fait définitivement de lui un bonapartiste il gagne son brevet de capitaine de première classe (p. 33-37). À la fin de cette campagne Boutin reste en Italie jusqu'à la fin de 1803 et y établit différents travaux d'inspection et de défense des places comme celle de Pizzighettone. Privé d'avancement, malgré les demandes de ses chefs, il en tire quelque aigreur (p. 40-47). Boutin espère alors partir dans l'armée qui prépare l'invasion de l'Angleterre.
Mais en janvier 1804 c'est au Nord qu'il est affecté. Chemin faisant il fait un long arrêt à Paris où il recherche l'appui de son ancien professeur Fouché devenu Ministre de la Police, mais aussi les recommandations de Murat, Ney et Lecourbe. Bonaparte promet qu'il sera inclus au prochain avancement mais rien ne vient (p. 48-9). Il sert avec zèle au camp d'Utrecht puis rejoint en août 1805 le Haut-Danube et la Grande Armée sous les ordres directs de l'Empereur. Devant Ulm il assure personnellement la reconnaissance des ponts du Danube sous la mitraille autrichienne. Il est ensuite à Gratz dont il renforce les fortifications puis à Trieste et Caporetto avant de rejoindre Marmont en Dalmatie (p. 50-54). Le 15 octobre 1806, en tentant de rejoindre Raguse-Vieux par voie de mer, il est pris par les Russes et est emprisonné à Corfou. C'est le premier officier que Marmont échangera parmi une vingtaine de captifs. C'est alors qu'il est désigné pour servir le général Sébastiani qui vient d'être désigné comme ambassadeur à Constantinople. Il lui faudra 35 journées de chevauchée avec ses deux compagnons de fortune pour rejoindre la Sublime Porte (p. 55-58).

### Défense de Constantinople
En 1806 à Constantinople, Boutin est chargé par l'ambassadeur de France le général Horace Sébastiani d'établir les défenses du Sérail contre la flotte britannique commandée par l'amiral John Thomas Duckworth qui vient de franchir les Dardanelles afin d'empêcher tout rapprochement entre les Empires français et turcs. C'est une mission délicate requérant des aptitudes militaires et diplomatiques. Boutin aménage l'ensemble des rivages et la pointe du Sérail, tous hérissés de batteries, ce qui lui permet de dire à l'émissaire de l'amiral Duckworth « il n'y a plus un pouce de terrain pour débarquer. Vous pouvez aller le dire à votre amiral »(p. 65-72). Les Anglais tentent un bombardement de la ville mais les batteries turques répliquent, Boutin y perd deux de ses officiers mais il a réussi. Rapidement Duckworth fait demi-tour, et les Britanniques battent en retraite. Boutin y a gagné l'estime du Sultan Sélim III, l'Ordre du Croissant de troisième classe, et 400 000 francs-or (p. 71-72).
Boutin est promu chef de bataillon en novembre 1807. Le 17 janvier 1808, Boutin est nommé chevalier de la légion d'honneur.

### Mission à la régence d'Alger

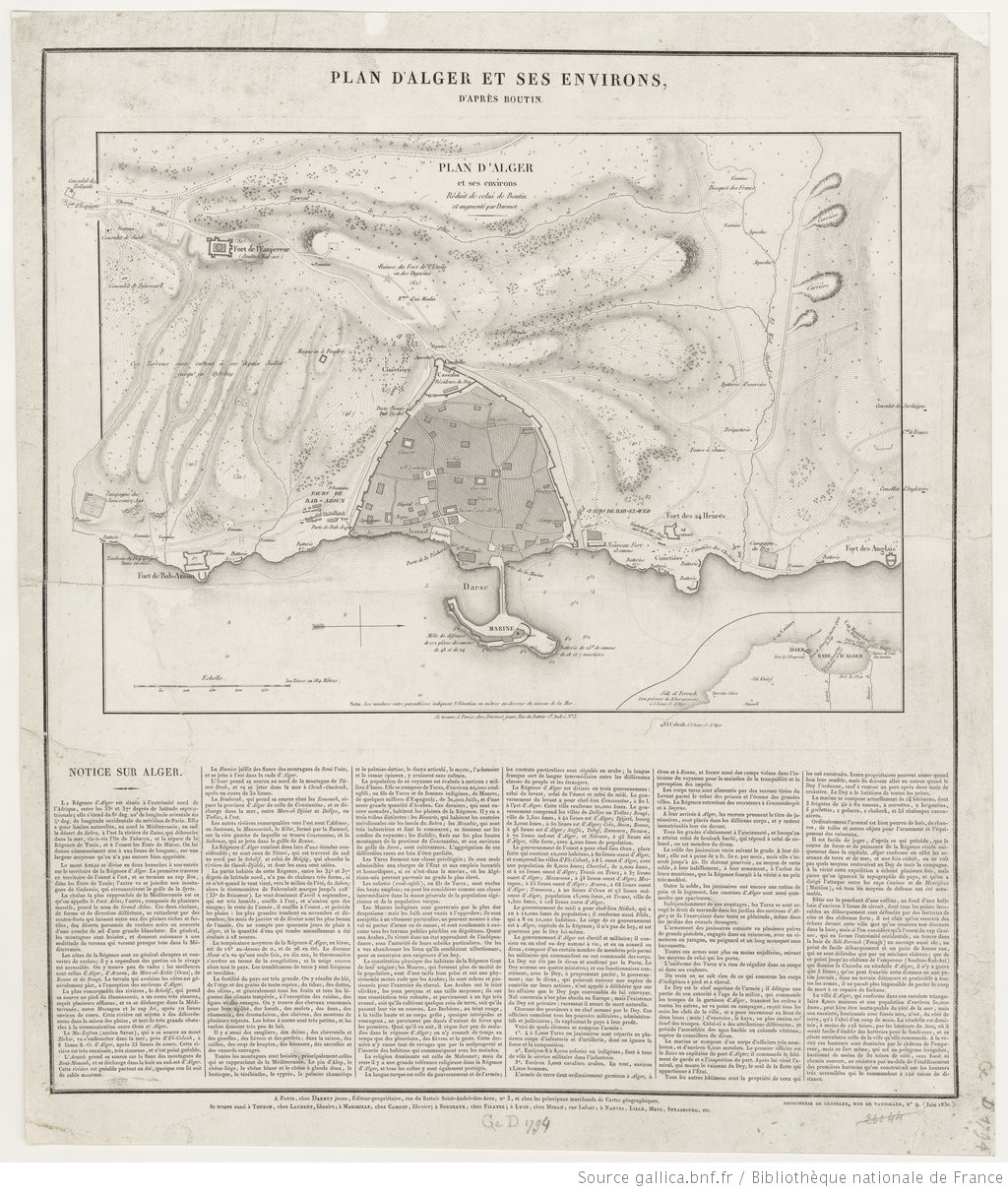
Plan de la rade d'Alger dessiné en 1808 par le Colonel Vincent-Yves Boutin

Napoléon nourrissait depuis longtemps le projet d'une expédition en Afrique du Nord, particulièrement en Algérie. 

#### Contexte de la mission
La course incessante des navires d'Alger, où croupissent environ deux mille esclaves dans trois bagnes excède l'Empereur. Depuis 1801, les relations avec la Régence étaient particulièrement tendues. Les massacres ou les captivités infligés aux marins et passagers du navire militaire Le Banel, parti de Toulon pour Saint-Domingue, commandé par le lieutenant de vaisseau Joseph-Thérèse Callamand, à la suite de son naufrage le 15 janvier 1802 sur la côte algérienne, près du Cap Ténès, suscitent un fort émoi. En juillet 1802, Napoléon envoie une flotte commandée par le contre-amiral Leyssègue devant Alger. 
La perspective de mettre en échec la politique commerciale et l'influence de l'Angleterre motive également ce nouveau projet de conquête africaine. Annexer ces territoires ferait de la Méditerranée un « lac français », ajoutant à la grandeur de la France. L'autre objectif était de « civiliser » un territoire, dont la position géographique était proche du continent européen.
En juillet 1807, l'Empire a mis fin à la guerre continentale en Europe. Napoléon Ier est victorieux.

#### Reconnaissance des fortifications d'Alger
Napoléon ordonne la reconnaissance des côtes d'Alger le 18 avril 1808. L'amiral Denis Decrès, ministre de la Marine et des Colonies responsable de ce projet, choisit Boutin pour recueillir sur place les informations nécessaires : ce commandant est jugé le plus qualifié. Boutin s'embarqua le 9 mai 1808, à Toulon sur le brick Le Requin, commandé par le capitaine de frégate Bérard. La traversée est mouvementée car le navire eut à subir une attaque d'un bâtiment anglais. Le combat tourna à l'avantage du vaisseau français qui mouilla dans la rade d'Alger le 24 mai, après une escale à Tunis. 
Accueilli par le consul Charles-François Dubois-Thainville, Boutin effectue jusqu'au 17 juillet une périlleuse mission d'espionnage, où il devra mettre en œuvre toutes ses qualités. Il rencontre en effet de grands obstacles dus aux interdictions qui ferment aux « roumis » l'accès d'une grande partie d'Alger et de ses environs, ainsi qu'à la surveillance étroite dont il est l'objet par les autochtones. Boutin ne perd pas de temps et se met à l'œuvre. Il se promène et flâne dans la ville et à la campagne, dépassant même de trois ou quatre lieues les limites assignées aux Européens. Sa témérité met en danger en plus d'une occasion, sa propre vie et même celle des autres Français du consulat. Ses excursions répétées et parfois éloignées exaspèrent le Dey, méfiant, qui lui fait adresser à plusieurs reprises des observations et même des menaces par le consul. Le soir, rentré au consulat, il passe la nuit à mettre au point toutes ses observations. Il dispose d'un document important, le livre du révérend Thomas Shaw qui, même après soixante-dix ans, est encore à l'époque l'ouvrage le plus exact sur les Régences de l'Afrique du Nord. À Sidi-Ferruch, il a la conviction, compte tenu de la topographie des lieux, que c'est là que doit avoir lieu le débarquement. Il lui reste à reconnaître la route directe qui, de Sidi-Ferruch, mène à Alger, ce qu'il fait avec une précision remarquable. Après cinquante-deux jours passés en terre africaine, Boutin rembarque à bord du Requin.

#### Captivité à Malte
Au retour, le 28 juillet 1808, le bateau est attaqué par la frégate anglaise Le Volage (en). Boutin jette tous ses papiers à la mer avant d'être fait prisonnier à Malte. Il parvient à s'évader et, déguisé en matelot, à partir pour Constantinople sur un navire marchand. Enfin rentré à Paris, il reconstitue grâce à sa mémoire prodigieuse le dossier perdu et rédige un rapport qu'il remet à Decrès le 18 novembre 1808. Comme l'a écrit François Charles-Roux : « C'est un document capital, qui constitue la première étude compétente des conditions d'une expédition militaire contre Alger, le premier exposé méthodique des données nécessaires à connaître pour l'entreprendre et avec lequel aucun mémoire antérieur, même utile, ne supporte la comparaison ».
En juillet 1808, l'armée impériale, défaite, capitule en Espagne. La guerre contre la France reprend.

#### Contenu et devenir du rapport
Dans ce rapport, Boutin identifie Sidi-Ferruch comme le lieu idéal pour un débarquement (p. 257-259). Il en explique les raisons. Il décrit la meilleure manière d'attaquer les positions de défense (p. 259). Il évalue les forces du Dey (p. 268-271). Il signale les conditions de succès d'une expédition : célérité, vigueur et unité de commandement. Il donne des conseils sur l'attitude à adopter vis-à-vis des indigènes : respect des personnes et des biens (p. 273-274). Ce rapport est complété par un atlas de quinze cartes et plans. C'est un véritable chef-d'œuvre dont Napoléon se déclarera très satisfait. Mais l'empereur, absorbé par des affaires plus pressantes, doit renoncer à son projet et le rapport de Boutin est classé aux archives de l'Armée. Cependant, il aura ultérieurement une influence considérable, et même décisive, sur la réussite de l'expédition de 1830. En 1827, en effet, après le « coup d'éventail » (ou l'affaire de l'éventail) infligé au consul Deval par Hussein Dey, le projet d'expédition est repris. Le mémoire de Boutin est sorti des archives, Delval lui-même en ayant rappelé l'existence. Ses conclusions sont unanimement adoptées. Dans un rapport au roi Charles X, les ministres concluront à la possibilité d'un débarquement à Sidi-Ferruch et à la conquête d'Alger par des moyens qui ne sont autres que ceux indiqués par Boutin. C'est en suivant point par point ses suggestions que réussira une entreprise si souvent tentée en vain. Pour apprécier ce succès à sa juste valeur, rappelons que pendant plusieurs siècles aucune tentative pour s'emparer d'Alger n'a réussi. Ni les Espagnols, ni les Anglais n'ont pu, malgré leurs bombardements tonitruants, soumettre la capitale. Ainsi se trouve établi que Boutin a bien été le précurseur de l'Algérie française.
En 1810, Boutin accède au grade de colonel, après une nouvelle blessure à la cuisse droite lors de la Bataille de Wagram le 5 juillet 1809.

### Dernière mission en Syrie
En 1810, Boutin est envoyé en Égypte et en Syrie pour une « mission orientale ». Comme celle d'Alger, elle fut très importante et marquée en outre d'une touche romanesque par la rencontre et l'amitié d'une femme, Lady Esther Stanhope. En 1813, ils font tous deux connaissance lors d'un dîner à l'ambassade anglaise du Caire. Ils se revoient plus longuement en 1814.
L'Empereur Napoléon Ier abdique le 22 juin 1815. En août 1815 Boutin disparaît mystérieusement dans le djebel Ansériès (Syrie) au cours d'une excursion alors qu'il était sur le point de rentrer en France. Lady Stanhope obtient du pacha d'Acre la conduite d'une expédition punitive au cours de laquelle « le village voisin du crime avait été détruit par les flammes et ses habitants massacrés ». Elle déclare plus tard son admiration pour le défunt explorateur dans une lettre qu'elle envoie au frère de la victime. Les circonstances exactes de sa mort restent inconnues, mais l'assassinat n'est guère douteux : son corps et celui de son domestique ayant été retrouvés mutilés.

## Hommages
- Pendant la période coloniale une toute petite rue de la casbah d'Alger est appelée « rue Boutin » sans même préciser son grade ce qui put entraîner quelques quiproquos[4].
- En 1838, un monument mémorial, connu de la population sous le nom du Boutin, est construit à Dely Ibrahim sur un plateau dominant le Sahel d'où la vue s'étend jusqu'à la mer. En ce lieu, a été mortellement blessé en 1830 le lieutenant Amédée de Bourmont, l'un des fils du Maréchal de Bourmont. L'édifice présente la forme d'un minaret d'environ 20 mètres de hauteur[17] et comporte initialement une plaque explicative. Cette dernière indique, par erreur, 1814 comme date de sa mort[18]. Classé monument historique en 1956, il subit en 1980 le contrecoup du séisme d'El Asnam et est depuis lors incliné. Faute d'entretien il tombe en décrépitude dans les années 1990 malgré le fait qu'il se trouve dans un jardin public[19].
- À Nantes et au Loroux-Bottereau existent une rue Colonel Boutin.
- En Algérie un village de l'Oranais s'appelait Boutin pendant la période coloniale[3].
- La Rue Boutin à Paris ferait référence à un marchand de bois qui y aurait vécu, selon le Dictionnaire historique des rues de Paris, de Jacques Hillairet.
- Chevalier de la Légion d'honneur : 17 janvier 1808[20].